# Bramming (stacja kolejowa)
Bramming (duński: Bramming Station) – stacja kolejowa w miejscowości Bramming, w regionie Dania Południowa, w Danii. Stacja znajduje się na linii Esbjerg-Fredericia. Odcinek Lunderskov-Esbjerg został otwarty w 1874 roku, a 1875 roku otwarto odcinek Bramming-Ribe.
W 1913 roku miała miejsce katastrofa kolejowa w pobliżu Bramming.

## Linie kolejowe
- Lunderskov – Esbjerg
- Bramming – Tønder